# Inor jezik
Inor jezik (ennemor; ISO 639-3: ior), jezik naroda Innemor Gurage iz središnje Etiopije kojim govori oko 280 000 ljudi u zoni Gurage u Regiji Južnih naroda, narodnosti i etničkih grupa. 
Inor pripada etiopskim jezicima i južnoetiopskoj skupini. Dijalekt: enegegny (enner).

## Vanjske poveznice
- Ethnologue (14th)
- Ethnologue (15th)